# Polyspilota magna
Polyspilota magna es una especie de mantis de la familia Mantidae.

## Distribución geográfica
Se encuentra en Natal, Transvaal y la Provincia del Cabo (Sudáfrica).